# Oleksandr Klymenko (Radsportler)
Oleksandr Klymenko (* 19. Dezember 1975) ist ein ehemaliger ukrainischer Bahn- und Straßenradrennfahrer.

## Werdegang
Oleksandr Klymenko gewann 1997 bei den Bahn-Radweltmeisterschaften die Silbermedaille in der Mannschaftsverfolgung, gemeinsam mit Oleksandr Symonenko, Oleksandr Fedenko und Serhij Matwjejew. Auf der Straße gewann Klymenko 1997 die Bronzemedaille im Straßenrennen der Militär-Weltmeisterschaften. In der Saison 2002 wurde er ukrainischer Meister im Straßenrennen. Außerdem gewann er jeweils eine Etappe und die Gesamtwertung bei der Tour of Japan und bei der Bałtyk-Karkonosze Tour. Im Jahr darauf konnte er den Gesamtsieg bei der Bałtyk-Karkonosze Tour wiederholen. 2005 war Klymenko beim Grand Prix Palma in der Slowakei erfolgreich. In der Saison 2006 gewann er die Bronzemedaille im Einzelzeitfahren der Militär-Weltmeisterschaften im niederländischen Chaam.

## Erfolge – Bahn
1997
- Vize-Weltmeister – Mannschaftsverfolgung (mit Oleksandr Fedenko, Serhij Matwjejew und Oleksandr Symonenko)

## Erfolge – Straße
2002
- Ukrainischer Meister – Straßenrennen
- Tour of Japan und eine Etappe
- Bałtyk-Karkonosze Tour und eine Etappe

2003
- Bałtyk-Karkonosze Tour und eine Etappe

2005
- Grand Prix Palma

## Teams
- 2001 Mikomax-Browar Staropolski
- 2002 Mróz
- 2003 Action Nvidia-Mróz
- 2004 Action-ATI
- 2005 Grupa PSB